# 扁长蝽属
扁长蝽属（学名：Sinorsillus）为长蝽科的一个属。

## 下属物种
本属包括以下物种：
- 杉木扁长蝽 Sinorsillus piliferus Usinger, 1938